# MitGift
MitGift ist eine deutsche Kriminalkomödie aus dem Jahre 1976. Unter der Regie von Michael Verhoeven spielen Verhoevens Ehefrau Senta Berger, Mario Adorf und Ron Ely.

## Handlung
Eine ungewöhnliche Dreierbeziehung steht im Mittelpunkt dieser Geschichte. Gemeinsam haben Alice und ihr Geliebter Edgar mit ein paar Pillen zu viel den herzkranken Senator Millinski, Alices Vater, vom Leben zum Tode befördert und leben jetzt von dessen Vermögen in seiner luxuriösen Villa. Jedoch macht ständiges Misstrauen seitdem beiden das Leben fortschreitend zur Hölle. Alice, eine schöne und junge Frau, nimmt sich zunächst heimlich, dann aber immer offener verschiedene Liebhaber. Ihrer neuesten Eroberung, dem attraktiven, hoch gewachsenen aber schlecht bezahlten Wissenschaftler Kurt, vertraut sie schließlich ihre größte Sorge an: Dass Edgar sie eines Tages ermorden könnte. Sie plagt die Ahnung, er wolle sich auf diese Weise für all ihre Verfehlungen, ihre Seitensprünge und handfesten Affären, rächen.
Und tatsächlich hat Edgar einen raffinierten Mordplan ausgeheckt, um Alleinbesitzer des großen Vermögens zu werden. Er tauscht ihre Medizin gegen eine giftige Substanz aus, und beide fahren ins sonnige Sorrent, um sich vom vielen Nichtstun daheim endlich zu erholen. Doch Alice hat längst den Braten gerochen, täuscht die Einnahme ihrer „Medizin“ vor und stellt sich tot. Erst im Leichenhaus kehrt sie zu den Lebenden zurück, doch da ist ihr Edgar längst wegen Mordes verhaftet worden und muss nun im Gefängnis einsitzen. Bald ist auch Kurt abgeschrieben, und Alice fährt mit dem Auto fort in eine ungewisse, von Ex-Liebhabern befreite Zukunft. Unterwegs gabelt sie einen gut aussehenden, jungen Anhalter auf, eine neue Affäre. Im Rausch des Siegesgefühls unachtsam geworden, nimmt Alice einen Schluck aus Edgars Fläschchen, das sie längst nicht mehr auf der Rechnung hatte...

## Produktionsnotizen
- Die Schreibweise „MitGift“ ist ein Wortspiel, das mit einer Doppeldeutigkeit jongliert: mit den Worten „mit Gift“ und mit dem Terminus „Mitgift“.
- Der Film passierte am 15. Dezember 1975 die FSK und wurde am 13. Februar 1976 uraufgeführt.
- Der aus den USA verpflichtete Ron Ely war in der Bundesrepublik Deutschland zu Beginn der 1970er Jahre durch seine Darstellung des Tarzan in der gleichnamigen Fernsehserie (Ausstrahlung im ZDF) zu großer Popularität gekommen und erhielt daraufhin mehrere deutsche Filmangebote.
- Die Kostümentwürfe stammen von Ilse Dubois, deren letzter Kinofilm MitGift war.

## Kritik
Im film-dienst ist zu lesen: „Michael Verhoeven will die durchweg gepflegt und diszipliniert im attraktiven ‚besseren‘ Milieu arrangierte Kinomär als Komödie verstanden wissen. Doch die beliebten Unterhaltungsklischees sind zu wenig versetzt, Schauplätze und Figuren etwas zu bunt und zusammengewürfelt, die Handlung zu schwerblütig-zähflüssig und arm an echten Überraschungsmomenten. Zu einer schwarzen Komödie angelsächsischer Gütemarke hat’s vor allem deshalb nicht gereicht, weil ein guter Schuß unterkühlter Ironie fehlt. […] Doch eigentlich vermögen nur Elisabeth Flickenschildt und Helmut Qualtinger in zwei Nebenrollen dem faden, grobkörnigen Gift der schönen weiten Welt etwas knisterndes Salz beizumischen. […] Immerhin, handwerklich ein Lichtblick in der tristen Landschaftsszene deutschen Konsumfilms.“
Das Lexikon des Internationalen Films schrieb: „Absichtsvoll mit Klischees und Kolportageelementen überladene ‚Schwarze Komödie‘ von Michael Verhoeven. Die etwas zähflüssige Inszenierungsweise bremst das Tempo der Geschichte und mildert ihre satirische Schärfe.“